# Luftröhre

Kehlkopf, Luftröhre und Bronchialsystem

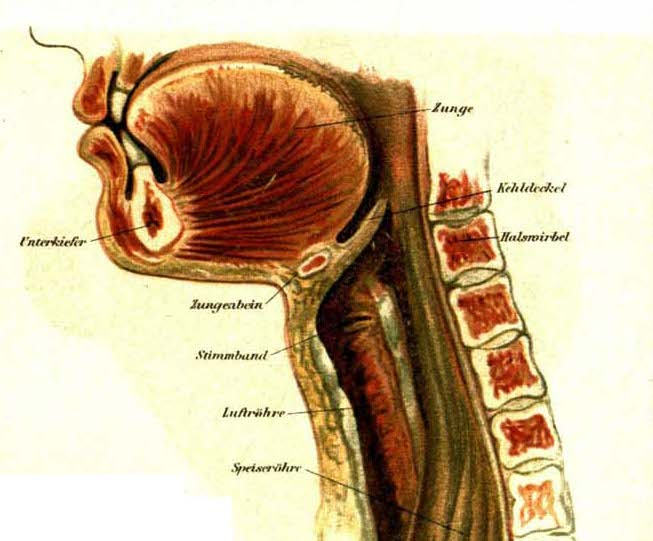
Seitenschnitt mit oberem Teil der Luftröhre und angrenzenden Strukturen

Die Luftröhre oder lateinisch Trachea (von altgriechisch τραχύς trachýs, deutsch ‚rau‘; gemeint ist „der raue Schlauch“, „die grobe Arterie“ – im Gegensatz zu den feineren blutführenden Gefäßen) ist bei Wirbeltieren die Verbindung zwischen dem Kehlkopf und dem Bronchialsystem der Lunge. Sie gehört zum Atemtrakt und dient der Luftleitung.

## Entwicklung
Entwicklungsgeschichtlich tritt die Luftröhre zuerst bei den Amphibien auf. Daher kann angenommen werden, dass dieses Organ vor rund 350 Millionen Jahren entwickelt wurde. Die längsten Luftröhren gab es bei einigen Dinosauriern mit rund 10 m Länge.
Wie die gesamten unteren Atemwege entsteht die Luftröhre beim Embryo aus einer Aussprossung des Vorderdarms.

## Anatomie bei Säugetieren
Die Luftröhre ist ein elastisches Rohr und beginnt am Kehlkopf. Hier liegt sie zunächst bauchwärts (ventral) der Speiseröhre und zieht dann am Hals rechts von ihr zum Brustkorb. Innerhalb des Brustkorbes liegt sie wieder bauchwärts der Speiseröhre und teilt sich in Höhe des 4. bis 5. Brustwirbels in der Luftröhrengabel (Bifurcatio tracheae) in die zwei Hauptbronchien (Bronchi principales).
Beim erwachsenen Menschen ist sie 10–12 cm lang und durch 16 bis 20 hufeisenförmige hyaline Knorpel (Cartilagines tracheales) in ihrer Vorderwand verstärkt, sodass sie auch beim Einatmen nicht kollabieren kann. Die Knorpelspangen selbst sind durch Bänder – die Ligamenta anularia – miteinander verbunden, während die Hinterwand (Paries membranaceus) aus bindegewebigen und muskulären (Trachealmuskel, Musculus trachealis) Strukturen besteht. Durch diese muskuläre Komponente kann das Lumen der Luftröhre um ein Viertel verengt werden.
Die Knorpelhaut der Knorpelspangen strahlt in die Ligamenta anularia ein. Die Schleimhaut der Luftröhre ist fest mit der Knorpelhaut verwachsen, im in der Hinterwand anliegenden Teil jedoch frei verschieblich, so dass sich bei der Kontraktion des Trachealmuskels Längsfalten bilden können. Zwischen diesen Falten münden Drüsen (Glandulae tracheales), die ein seromuköses Sekret bilden. Über die geordnete Tätigkeit des mehrreihigen Flimmerepithels (respiratorisches Epithel) werden Schleim und Staubteilchen nach oben befördert und abgehustet oder abgeräuspert.
In dieser Schleimhaut, die die gesamte Innenwand der Luftröhre auskleidet, sind zudem Becherzellen und neuroendokrine Zellen verteilt, wobei letztere als neuroepitheliale Körperchen zusammenliegen können und zum APUD-System gehören. Diese dienen ebenso wie diejenigen in den Bronchien als Chemorezeptoren zur Überwachung der Atemgase.

## Klinik
In die Luftröhre gelangte Fremdkörper lösen den Hustenreflex aus. Können sie nicht abgehustet werden, kann die Fremdkörperaspiration bis zum Ersticken führen.
Eine Entzündung der Luftröhre nennt man Tracheitis. Sie kann infektiös, allergisch oder durch chemische Reize entstehen. Häufig ist sie mit einer Kehlkopfentzündung (Laryngitis) kombiniert (Laryngotracheitis). Bei zusätzlicher Entzündung der Bronchien spricht man von Tracheobronchitis. Eine Erweichung der Knorpelringe (Tracheomalazie) führt dazu, dass die Luftröhre vor allem in der Phase der Einatmung kollabiert (siehe auch Trachealkollaps des Hundes). Eine Einengung der Luftröhre kann auch durch raumfordernde Prozesse in der Umgebung der Luftröhre (Säbelscheidentrachea) und durch Luftröhrenkrebs entstehen. Verengungen der Luftröhre (Trachealstenosen) führen meist zu einem Brummgeräusch, das als Stridor trachealis bezeichnet wird.

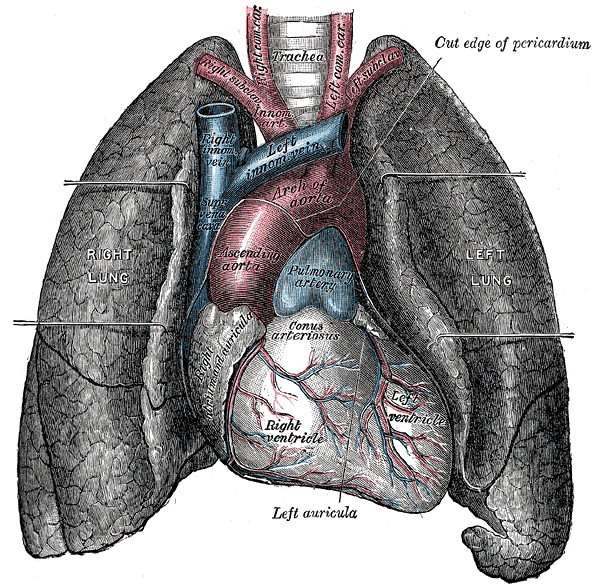
Vorderansicht des Herzens und der Lungen.

Die chirurgische Eröffnung der Luftröhre (Tracheotomie) ist eine Notfallmaßnahme bei Verlegungen der oberen Atemwege. Bei Narkosen wird zur Aufrechterhaltung des Luftstroms und der Vermeidung des Einatmens von Fremdmaterial in die Luftröhre ein Endotrachealtubus gelegt (endotracheale Intubation).
Eine Malazie der Luftröhre kann angeboren oder (nach längerer Beatmung) erworben auftreten und wird als Tracheomalazie bezeichnet.
Kleine Aussackungen der Luftröhre (Trachealdivertikel) können angeboren oder erworben sein und sind klinisch meist ohne Bedeutung.
Als angeborene Fehlbildung (oder erworbene Erkrankung) ist die Tracheo-ösophageale Fistel und die Tracheomalazie zu nennen.
Erworbene oder angeborene Stenosen der Luftröhre können chirurgisch, etwa durch Laryngologen, behandelt werden.
Bei Vögeln ist die Luftröhre Sitz des Luftröhrenwurms.

## Weitere Anmerkungen
1. ↑  Die Wortbildung ist vom Femininum τραχεῖα tracheia abgeleitet.